# 彭振聲
彭振聲（1951年10月25日—），中華民國政治人物，曾任臺北市副市長、高雄市政府工務局新建工程處總工程司、高雄市政府工務局新建工程處副處長、高雄市政府工務局新建工程處處長、臺北市政府工務局局長。

## 政治生涯
2018年12月25日，彭振聲獲連任就職的臺北市市長柯文哲指派為副市長。

## 案件
2024年8月，彭振聲因捲入京華城案，與柯文哲共同被臺北地方檢察署偵辦，檢方認定兩人涉犯《貪污治罪條例》等罪，將兩人聲押禁見。
9月1日，臺北地方法院召開閱卷庭及羈押庭，審理檢方有關的聲請。9月2日凌晨，臺北地方法院羈押庭裁定彭振聲羈押禁見二個月，送往法務部矯正署臺北看守所。 北院稱，彭振聲雖否認犯行，但依事證仍有違反《貪污治罪條例》嫌疑。
2024年12月，彭振聲獲得保釋。
2025年7月1日，台北地方法院開庭審理京華城案，原預計勘驗彭振聲的偵訊錄音，但因彭振聲出庭前接獲72歲妻子墜樓噩耗，北院取消勘驗程序。

## 外部連結
- 彭振聲的Facebook專頁